# Bazylika św. Jakuba Apostoła w Piotrkowie Trybunalskim
Bazylika św. Jakuba Apostoła w Piotrkowie Trybunalskim – rzymskokatolicki kościół parafialny w Piotrkowie Trybunalskim, w województwie łódzkim. Należy do dekanatu piotrkowskiego archidiecezji łódzkiej. 28 września 2019 świątynia została podniesiona do tytułu bazyliki mniejszej.

## Historia i wyposażenie
Jest to najstarszy kościół Piotrkowa. Budowla gotycka z barokowymi kaplicami, zbudowana pierwotnie w XII wieku z fundacji Piotra Włostowica. Obecny wygląd z XIV/XV wieku, polichromia z 1923 roku (Juliusza Makarewicza) oraz fragmentarycznie z lat 60. XX w. (wizerunek św. Jana XXIII na ścianie południowej). Przy północnej ścianie prezbiterium – cokół pierwotnego kościoła. W zachodniej części gotycka siedmiokondygnacyjna wieża (55 metrów wysokości) zakończona,podobnie jak kaplice, barokowym hełmem z latarnią. Ołtarz główny – klasycystyczny z początku XIX wieku, z obrazem Zaśnięcia Matki Bożej (1510 rok), boczne z ornamentami rokokowymi z połowy XVIII wieku, ambona barokowa z XVIII wieku, marmurowa, chrzcielnica z XVII wieku. Godne uwagi są też obraz Chrztu Chrystusa (1610 rok), epitafia marmurowe z XVII i XVIII wieku.

## Galeria

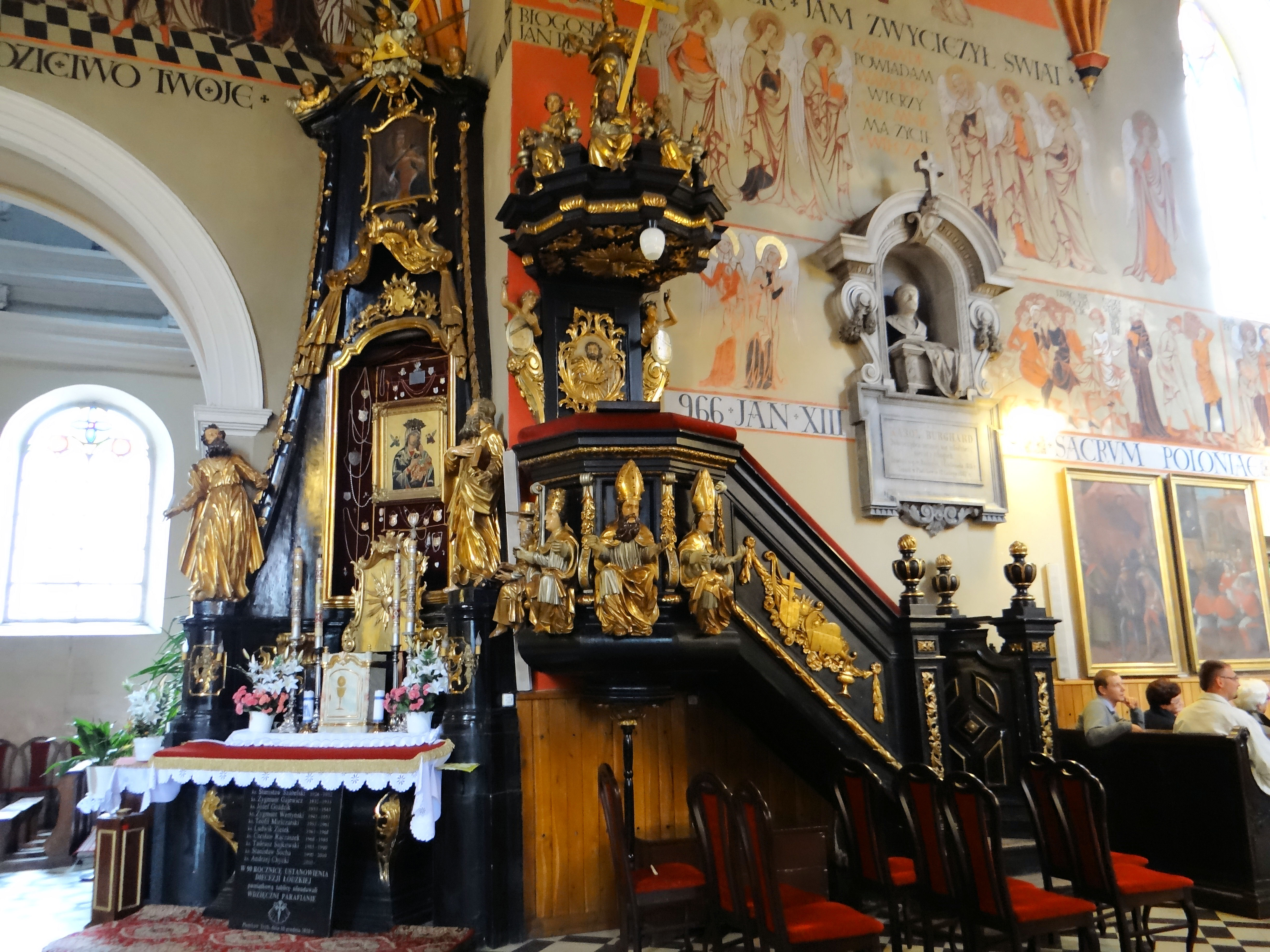
Wnętrze kościoła – ołtarz boczny, ambona
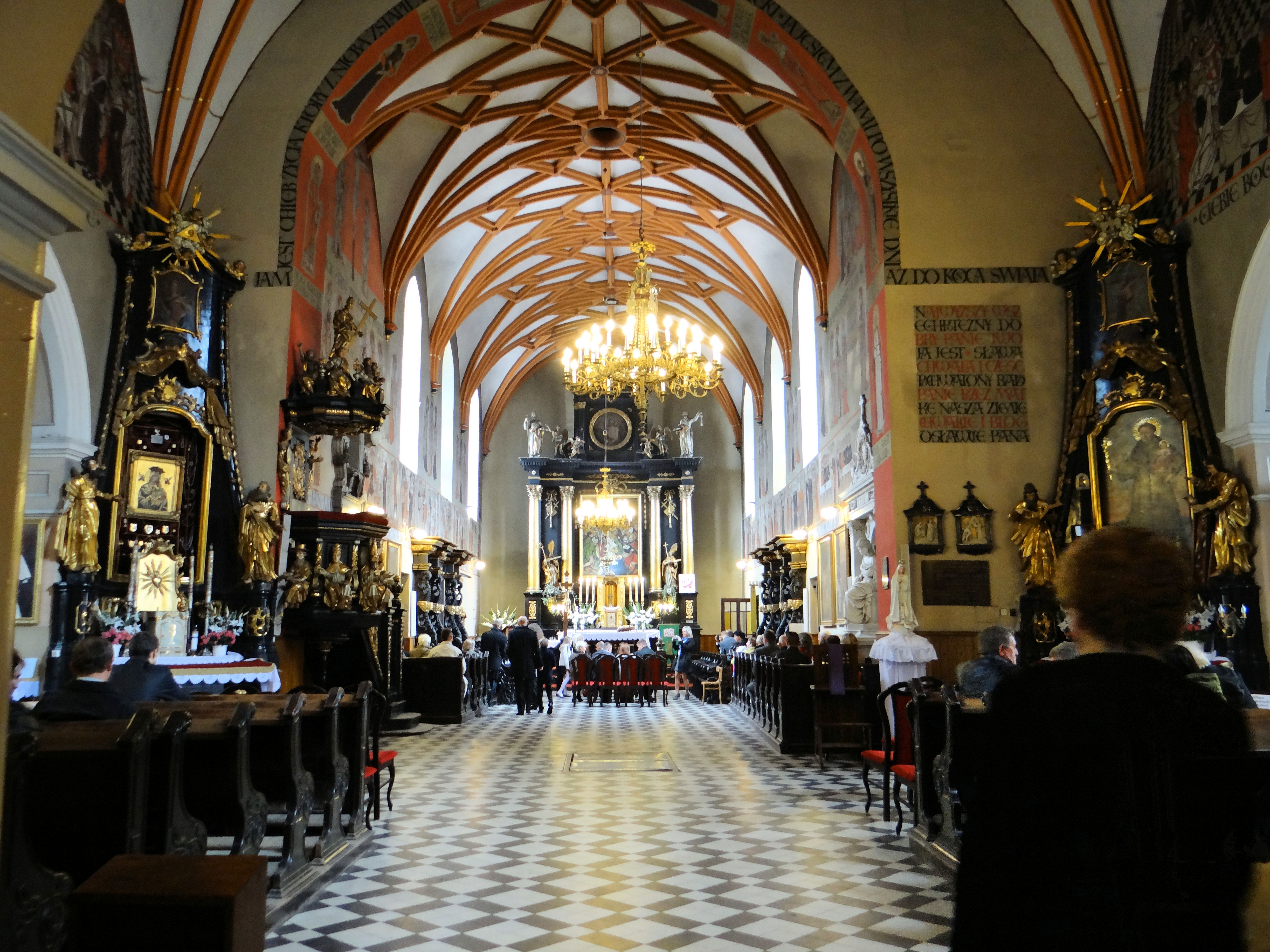
Wnętrze kościoła